# Тереза Брауншвейг-Вольфенбюттельская
Тереза Наталия Брауншвейг-Вольфенбюттель-Бевернская (нем. Therese Natalie von Braunschweig-Wolfenbüttel-Bevern; 4 июня 1728, Вольфенбюттель — 26 июня 1778, Бад-Гандерсхайм) — принцесса из дома Вельфов, аббатиса Гандерсгеймского монастыря.

## Биография
Тереза Наталия — шестая дочь герцога Фердинанда Альбрехта II, князя Брауншвейг-Люнебурга, и его супруги принцессы Антуанетты Амалии Брауншвейг-Вольфенбюттельской, дочери герцога Людвига Рудольфа Брауншвейг-Вольфенбюттельского и принцессы Кристины Луизы Эттингенской.
Планы выдать принцессу Терезу Наталию замуж за эрцгерцога Австрии или принца Франции разбились о из-за того, что принцесса отказалась перейти в католическое вероисповедание. 4 июня 1767 года принцесса была избрана аббатисой Гандерсгеймского монастыря. Аббатиса часто бывала при дворе своего старшего брата Карла, правившего в Брауншвейг-Вольфенбюттеле. Тереза Наталия была похоронена в крипте Брауншвейгского собора. Её преемницей в Гандерсгеймском монастыре стала Августа Доротея Брауншвейг-Вольфенбюттельская.